# Johann von Staupitz
Johann von Staupitz O.S.A. (Motterwitz, c. 1460 - Salzburgo, 28 de diciembre de 1524) fue un teólogo y profesor universitario alemán, vicario general de la Orden de San Agustín en Alemania
 y superior de Martín Lutero durante un periodo crítico de su vida. El propio Lutero destaca:
«Si no llega a ser por el Dr. Staupitz, me habría hundido en el infierno».[cita requerida] Considerado un gran influyente en el pensamiento de Lutero y de los primeros reformadores, es recordado por la Iglesia Luterana el 8 de noviembre en su Calendario de Santos Luterano.

## Infancia y juventud
Von Staupitz nació en Motterwitz en el seno de una familia noble sajona y estudió artes hasta 1489 en Leipzig y Colonia. Posteriormente, en 1485 entró en los agustinos en Múnich y se doctoró en Tubinga en el año 1500, donde fue nombrado prior.

## Gobierno en los agustinos
En 1503 von Staupitz fue elegido vicario general de la Congregación General de Agustinos de Alemania y decano de la Facultad de Teología de la Universidad de Wittenberg, adonde había sido llamado por el príncipe Federico el Sabio con el objetivo de organizar la naciente universidad, fundada el año anterior. 
En 1512 renunció a su puesto de profesor y se trasladó al sur de Alemania, dejando oficialmente su cargo en la Orden Agustina en 1520. Dos años después abandonó la orden para unirse a los benedictinos y ser abad de San Pedro en Salzburgo.

## Relación con Lutero
Martín Lutero se encontró por primera vez con von Staupitz en Erfurt. Lutero era entonces un joven fraile angustiado por su vida espiritual y obsesionado con el pecado. Encontró en von Staupitz a un eficaz confesor. Al menos una vez se confesó con él durante seis horas.[cita requerida] Según varios estudiosos, el profesor dirigió al joven religioso a una vida académica centrada en la reflexión en torno a la gracia divina y la transubstanciación.
Después de que Lutero fuese condenado como hereje en 1518, von Staupitz fue nombrado promagister de la orden para discutir con Lutero el asunto de las indulgencias en detalle. Von Staupitz ha sido frecuentemente considerado un precursor de Lutero que quiso purificar sus críticas a la Iglesia católica de la época destacando que el dogma permanecía inalterado. Finalmente permitió la salida de Lutero de la orden, preservando así el buen nombre de la misma mientras discretamente se unía a algunas de las protestas de Lutero. Esta situación ambigua provocó que en 1520 el papa León X exigiese una abjuración total de la herejía por parte de von Staupitz. Este se negó a abjurar de nada, pues replicó que nunca había afirmado en público estar de acuerdo con los postulados reformistas, si bien reconoció sin paliativos la autoridad del pontífice como juez y superior.
Lutero consideró entonces a su antiguo maestro un traidor al espíritu de la Reforma protestante. En una carta de 1524, von Staupitz dejó claro a Lutero que no estaba satisfecho con la dirección que había tomado la Reforma.

## Obras
Von Staupitz escribió varios libros teológicos sobre la predestinación, la fe y el amor. En 1559 Pablo IV incluyó todas sus obras en el Index Librorum Prohibitorum. 
El pensamiento de von Staupitz se incluye en la corriente llamada «evangelismo» o «paulinismo».